# علامة تضبيب
علامة التضبيب إحدى علامات الترقيم تُكتب هكذا (()). وتٌستخدم في اللغة العربية لوضع الحديث النبوي لكي يتميز عما عداه من الكلام. والتضبيب من اصطلاحات علم الحديث ومعناه وضع الحديث النبوي بين علامتين تشبهان الضَّبَّة لكي يتميز عما عداه من الكلام. يوضع على لفظ صَحَّ من جهة الرواية، وذلك للدلالة على وجود إشكال فيه من حيث اللغة أو المعنى أو نحو ذلك.